# Gołogłowy
Gołogłowy (deutsch Hollenau; tschechisch Holohlavy) ist ein Ort in der Landgemeinde Kłodzko (Glatz) im Powiat Kłodzki der Wojewodschaft Niederschlesien in Polen. Es liegt vier Kilometer nordwestlich von Kłodzko.

## Geographie
Gołogłowy liegt im unteren Tal der Steine. Nachbarorte sind Łączna (Wiesau) im  Norden, Młynów (Mühldorf), Ścinawica (Steinwitz) und  Ławica (Labitsch) im Nordosten, Goszyce (Hassitz) im Osten, Ustronie (Halbendorf) im Südosten, Korytów (Koritau) im Südwesten, Piszkowice (Pischkowitz) im Westen und Bierkowice (Birgwitz) im Nordwesten.

## Geschichte

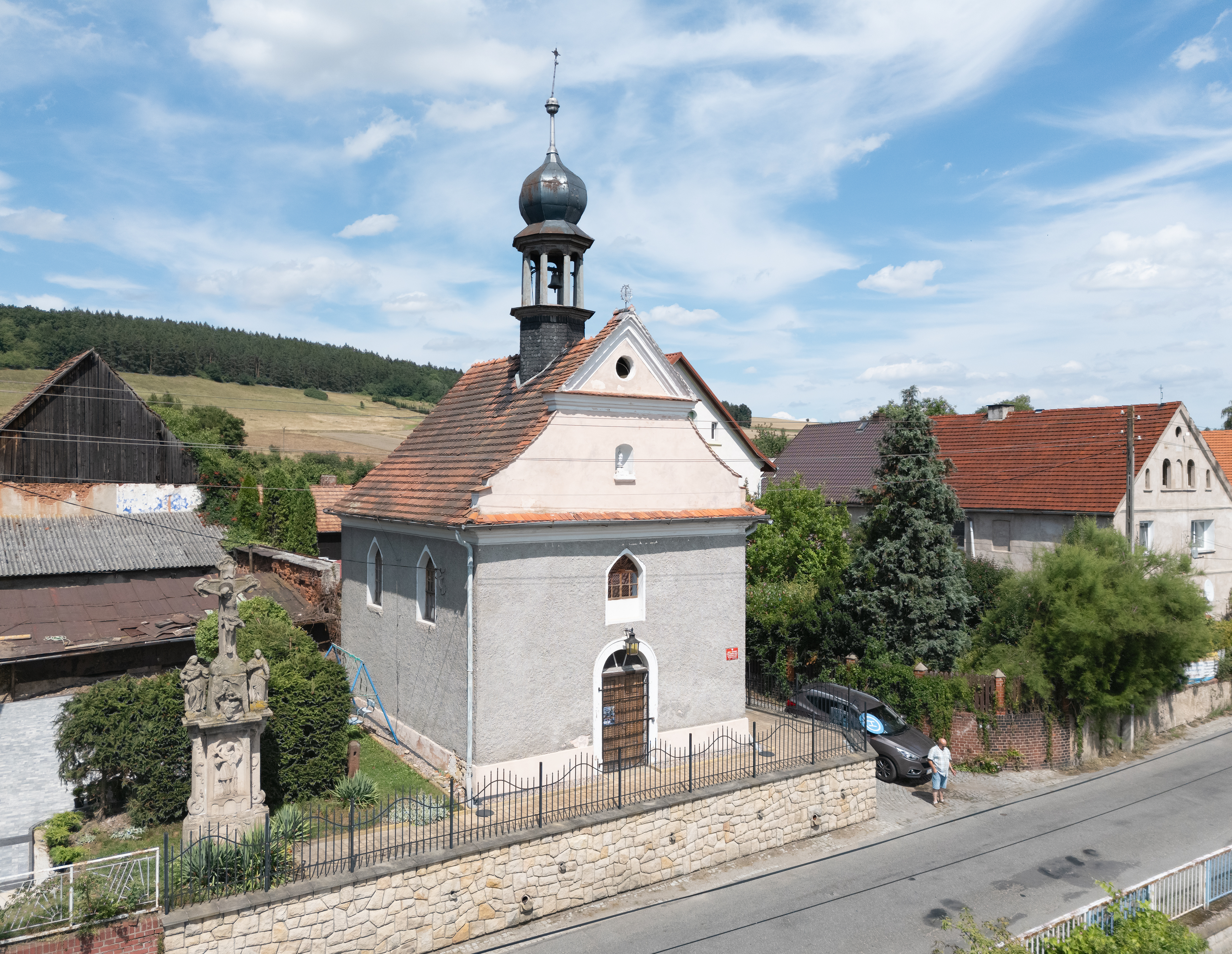
Antonius-Kapelle

Hollenau wurde erstmals 1347 als „Hololaw“ erwähnt. Es war zur Mariä-Himmelfahrt-Kirche in Glatz eingepfarrt und gehörte zum Glatzer Land, mit dem es die Geschichte seiner politischen und kirchlichen Zugehörigkeit von Anfang an teilte. 1347 gehörte es als Lehen dem Tyczko von Pannwitz, bei dessen Nachkommen es bis Anfang des 15. Jahrhunderts verblieb. Anschließend fiel es an als erledigtes Lehen durch Heimfall an den böhmischen Landesherrn und kam 1499 zum damaligen Kammergut Koritau, das Kaiser Rudolf II. als König von Böhmen 1577 seinem Mundschenk Friedrich von Falkenhain verkaufte. Danach war Hollenau bis zur Aufhebung der Patrimonialherrschaften zur Herrschaft Koritau untertänig.
Nach dem Ersten Schlesischen Krieg und endgültig mit dem Hubertusburger Frieden 1763 fiel Hollenau an Preußen. Für die Zeit um 1795 sind nachgewiesen: ein Kretscham, ein Schneider, elf Bauern sowie 13 Gärtner und Häusler. Nach der Neugliederung Preußens gehörte Hollenau seit 1815 zur Provinz Schlesien und wurde 1816 dem Landkreis Glatz eingegliedert, mit dem es bis 1945 verbunden blieb. 1939 sind 182 Einwohner belegt.
Als Folge des Zweiten Weltkriegs fiel Hollenau mit dem größten Teil Schlesiens 1945 an Polen. Nachfolgend wurde es in Gołogłowy umbenannt. Die deutsche Bevölkerung wurde, soweit sie nicht vorher geflohen war, weitgehend vertrieben. Die neu angesiedelten Bewohner waren teilweise Zwangsumgesiedelte aus Ostpolen, das an die Sowjetunion gefallen war. 1975–1998 gehörte Gołogłowy zur Woiwodschaft Wałbrzych (Waldenburg).

## Sehenswürdigkeiten
- Kapelle, die dem heiligen Antonius von Padua geweiht ist.